# Домашнее насилие в России
Домашнее насилие в России — форма насилия, в рамках семейных и интимных отношений. Хотя домашнее насилие часто описывается между партнерами именно в контексте интимных отношений, оно также может включать другие случаи бытового насилия, такого как насилие в отношении ребёнка, ребенка в отношении родителя или насилие между братьями и сестрами в одной семье.
Явление имеет длительную историю и исследуется по данной теме в рамках психологии, юриспруденции, исследований в области защиты демографии, общественного порядка.
Главной причиной домашнего насилия в наиболее тяжких формах являются индивидуальные особенности личности; среди прочих частых причин различных (в том числе криминальных) форм домашнего насилия в России можно выделить употребление алкоголя и психические аномалии (чаще всего — хронический алкоголизм). Также важны низкий уровень образования и низкий социально-экономический статус.
Проблематика домашнего насилия широко освещается в российских социальных сетях и средствах массовой информации, однако публикациям российских СМИ свойственны поверхностно-эмоциональное освещение темы насилия, выпячивание шокирующих фактов и «сенсационный» подход к освещению проблемы, который мешает её общественному обсуждению.
Законодательные изменения в 2017 году декриминализировали некоторые случаи насилия в семье. Разногласия в обществе вызвал законопроект «О профилактике семейно-бытового насилия в Российской Федерации»: сторонники рассматривают его в качестве той меры, которая способна переломить положение дел к лучшему, противники же законопроекта предлагают надлежащим образом соблюдать уже существующее законодательство, заняться профилактикой алкоголизма и наркомании, а также увеличить число кризисных центров.
ООН и Европейский суд по правам человека выносили решения, в которых негативно высказывались о существующем законодательстве России по защите женщин от домашнего насилия.

## Причины возникновения
В 2022 году исследователи Юрий Антонян и Елена Тимошина разделили причины убийств в семье на внутрисемейные, т. е. порождённые отношениями в самой семье; внешнесоциальные, каковыми являются компенсированные в семье «обиды, унижения, провалы, имевшие место вне семьи»; экономические, т. е. обусловленные низким материальным достатком, плохими жилищными условиями и т. д.; «медицинские», т. е. вызванные тяжёлыми заболеваниями, в том числе психическими; индивидуальные, т. е. обусловленные психологическими особенностями и моральными представлениями. Индивидуальные особенности личности (состояние психики конкретного члена семьи) являются главной причиной убийств в семье.
Ранее, в 2003 году А.Н. Ильяшенко в своём исследовании насильственной преступности в семье указал, что «резкому снижению уровня культуры межличностного общения, росту жестокости и насилия» способствует ряд неблагоприятных обстоятельств: имущественное расслоение общества, наблюдавшееся в те годы снижение уровня жизни значительной части населения, социально-бытовая неустроенность, безработица, а также ведущая к алкоголизму и наркомании общая психологическая неустойчивость.
Исследователь подробно рассмотрел роль, которую в возникновении явления играют алкоголь, психические аномалии (включая хронический алкоголизм), уровень образования и социально-экономическое положение; имеются и другие факторы.

### Алкоголь
В ходе опроса, проведённого Государственным научно-исследовательским институтом семьи и воспитания Российской академии образования, 29 % лиц, ответивших на вопрос «Почему в знакомых вам семьях бьют детей?», указали, что насилие совершалось пьяными и алкоголиками.
Помимо того, употребление алкоголя  в России часто становится причиной криминальных форм домашнего насилия.
В статье, опубликованной в Journal of Family Violence (1997), указано, что среди мужчин, совершивших убийство супруги, 60—75 % преступников употребляли алкоголь до инцидента (по данным на 1991 год).
А. Н. Ильяшенко, старший научный сотрудник Всероссийского научно-исследовательского института МВД России, в своём исследовании (опубликованном в 2003 году и основанном на материалах, которые были получены в Центрально-Чернозёмном районе России) указал на то, что среди факторов «насильственной преступности в семье главнейшую роль играет пьянство»: на момент совершения соответствующего преступления подавляющее большинство преступников (76,5 %) характеризовалось «достаточно частым употреблением спиртных напитков».
Согласно тому же исследованию, в связи с употреблением алкоголя примерно каждый пятый преступник (22,2 %) побывал в медицинском вытрезвителе, две пятых (40,4 %) периодически страдали от алкогольных запоев, почти столько же (36,0 %) страдало хроническим алкоголизмом. Чаще всего преступники злоупотребляли спиртными напитками в течение нескольких лет, однако меры по лечению алкоголизма и профилактике преступлений либо не принимались, либо оказались неэффективными.
Помимо того, в 2022 году исследователи Юрий Антонян и Елена Тимошина указали на «злоупотребление алкогольными напитками» и наркоманию как на асоциальные явления, которые «способствуют нравственной деградации людей, обострению и развитию психических заболеваний», снижают материальное и социальное благополучие, а также усиливают неприязненные отношения, конфликты и бытовое насилие в семье: 

Опрос участковых уполномоченных полиции показал, что совершение побоев или причинение вреда здоровью в сфере семейно-бытовых отношений в 80—90 % случаях, в той или иной степени, обусловлены именно этими причинами.
В работе Щепелькова, Савина и Тимошиной также отмечена важная роль алкоголя как фактора домашнего насилия. Опираясь на мониторинг применения в 2018 г. судами
статьи 105 Уголовного кодекса Российской Федерации, они указывают, что «66 % убийств на семейно-бытовой почве совершены, когда и виновный, и потерпевший находились в состоянии опьянения», и лишь в 15% случаев и потерпевший, и жертва были трезвыми. Умышленное причинение тяжкого вреда здоровью, как следует из анализа судебной практики за 2019 год, также в подавляющем большинстве случаев связано с алкоголем: 

…в 77 % дел об умышленном причинении тяжкого вреда здоровью, совершенном на семейно-бытовой почве, хотя бы один (виновный или потерпевший) находился в состоянии опьянения.
Рассмотрение 37 дел о домашнем насилии — судебной практики за 2019 год, касающейся убийств, совершенных при превышении пределов необходимой обороны, — показало, что «состояние опьянения потерпевшего, как правило, и являлось причиной конфликта», при этом «трезвыми были только 15 виновных и 1 потерпевший».

### Наличие психической аномалии
При рассмотрении лиц, совершивших насильственные преступления против члена семьи, в исследовании А. Н. Ильяшенко обнаружилось, что почти у половины из них (48,5 %) имелась та или иная психическая аномалия, важнейшая из которых — хронический алкоголизм (см. таблицу). Нередко у преступников одновременно выявлялось несколько видов психических отклонений.

### Низкий уровень образования
А. Н. Ильяшенко в уже упомянутом исследовании отметил, что к насильственным преступлениям против членов семьи более склонны лица с низким уровнем образования и культуры. Исследователь считает, что это не случайно: по его мнению, таковым более свойственны «эгоистические инстинкты, отсутствие критической оценки собственного поведения, узкий кругозор, примитивные и грубые потребности и интересы, культ грубой физической силы, пренебрежение нравственно-культурными нормами, несдержанность эмоций, грубость, беспринципность».
Исследователь указывает на то, что более высокий уровень образования позволяет найти другой путь разрешения семейного конфликта, будь то примирение, развод или иное.
Исследователь отмечает, что, как правило, «преступники с низким уровнем образования совершают преступления, причиной которых выступают в основном правомерные действия потерпевшего». Напротив, в случае, когда преступник имеет высокий уровень образования, причиной становятся «неправомерные или антиобщественные действия» его жертвы.

### Низкий социально-экономический статус
Согласно выводам, полученным А. Н. Ильяшенко, когда речь идёт о насильственных преступлениях против члена семьи, преступник в подавляющем большинстве имеет низкий социальный статус: рабочие, пенсионеры и нигде не работающие и не учащиеся составили 92,0 %.
В исследовании А. Н. Ильяшенко также отмечается, что подавляющее большинство лиц, виновных в преступлении против члена семьи (88,1 %), на момент его совершения имело низкий уровень жизни.

### Другие факторы
В 2003 году А. Н. Ильяшенко в своём исследовании внутрисемейной насильственной преступности среди прочих причин её возникновения указал юридическую  бесправность и потерю нравственно-психологических ориентиров. Он также упомянул, что ситуация «усугубляется демонстрацией, пропагандой жестокости, насилия, эротики в средствах массовой информации». По его мнению, посредством такой информационной политики обществу «навязывается определенная схема культуры, в которой унижается достоинство женщины».
В 2008 году генерал-майор МВД России Артамошкин в числе основных причин домашнего насилия, помимо злоупотребления алкоголем и низких доходов, назвал «низкий моральный уровень», в богатых семьях — ревность и алчность. Помимо того, он указал на исчезновение многих сдерживающих факторов после распада Советского Союза.
Обсуждая причины убийств в семье и семейное насилие в целом, в 2022 году исследователи Юрий Антонян и Елена Тимошина указывали на то, «что у человека есть инстинкт агрессии, с которым весьма сложно справиться», и который опасен спонтанностью и неочевидностью, а также тем, что личность не способна «обеспечить его постоянный контроль».
Юрий Антонян и Елена Тимошина упоминают также:
- процессы феминизации общества, рост роли женщины в социальной жизни и усвоение женщинами идей радикального феминизма, которые «меняют традиционные модели поведения в семье, разрушают ожидания и приводят к разногласиям и напряжённости»;
- обиду на жену за совершённый ею аборт;
- конфликты за лидерство в семье или какой-нибудь иной статус;
- насилие, пережитое в детстве и ранней юности, которое убеждает человека, что «только его собственная сила является надёжной»;
- отсутствие отца или его подчинённое положение;
- особенности воспитания в целом: недостаточное внимание родителей в детстве, низкая частота общения родителей и детей (гипоопека), в том числе по объективным причинам, следствием которых нередко становятся «эмоциональный голод, недоразвитость высших чувств, инфантильность личности» воспитуемых;
- ревность;
- агрессивность в злокачественной форме — «с целью получения удовольствия»;
- браки представителей разных культур, «взгляды которых на поведение и образ жизни… могут не совпадать», чем порождаются конфликты и насилие;
- усвоение подростками и молодёжью — детьми мигрантов из ближнего зарубежья и национальных республик России — вестернизированной городской культуры и моделей поведения, неприемлемого для их родителей, что приводит к конфликтам и может сопровождаться насилием, чаще в отношении девочек (девушек);
- вовлечение подростков в деструктивные группы через информационно-телекоммуникационные сети, усвоение ими опасного контента, в том числе визуальных образов «агрессии, насилия и жестокости… не только через сетевые сообщества, но и через компьютерные игры и аудиовидеопродукцию».

## Общемировая статистика
Согласно исследованию американской некоммерческой организации «The Center for Health and Gender Equity» от 1999 года общемировая статистика такова что, процент женщин, которые сообщили, что подвергались физическому насилию со стороны интимного партнера, варьируется от 10 % до 69 % в зависимости от страны.
Существует большое количество межкультурных доказательств того, что женщины подвергаются домашнему насилию значительно чаще, чем мужчины. Кроме того, существует широкий консенсус в отношении того, что женщины чаще подвергаются жестоким формам насилия и имеют больше шансов получить травму от партнера-насильника, и это усугубляется экономической или социальной зависимостью.

## Статистика по России
Публикуемые данные чрезвычайно разнородны и слабо согласуются друг с другом.

### Данные о числе убийств
Данные о числе лиц, смерть которых наступила от домашнего насилия, крайне неоднозначны.

#### Данные о гибели 14 000 женщин
Обсуждение законопроекта о домашнем насилии сопровождается неоднократными ссылками на то, что ежегодно в России от рук своих мужей (вариант: от рук любовников, мужей и сожителей) гибнет 14 000 женщин — такая цифра «обычно называется» сторонниками закона о домашнем насилии.
Этот статистический показатель (14 000 человек) в 1999 году присутствовал в пятом периодическим докладе Российской Федерации, представленном в Комитет ООН по ликвидации дискриминации в отношении женщин. Эту же цифру (с формулировкой: «от рук мужей или других близких») озвучил в 2008 году генерал-лейтенант МВД Михаил Артамошкин. Её же сообщила в 2013 году радиостанция Би-би-си со ссылкой на российское МВД.
Близкие цифры упоминают другие источники. Агентство Reuters в 2013 году сообщило о том, что, по неподтвержденным данным, примерно 10 000—14 000 женщин ежегодно умирают от рук своего партнера или близкого родственника. В том же году РИА Новости, ссылаясь на МВД, сообщило о ежегодном числе жертв среди женщин: «12 000 гибнут в результате домашнего насилия ежегодно: одна женщина каждые 40 минут». Ту же цифру (12 000 женщин) опубликовало в 2015 году МИД Великобритании.

#### Данные МВД за 2015—2022 годы
Эти цифры были подвергнуты критике сенатором Еленой Мизулиной, которая, выступая в Совете Федерации в 2017 году и ссылаясь на данные МВД, обнародовала гораздо более низкие показатели: всего за 2015 год в результате насилия в семье убито 1060 человек, из них 756 мужчин и 304 женщины.  С данной критикой она выступила после выступления на том же заседании Антона Белякова, который сообщил об убийстве 12 000 женщин в результате насилия в семье в 2016 году, ссылаясь на данные МВД и Росстата.
В ходе слушаний в Общественной палате Российской Федерации 30 октября 2019 года были, со ссылкой на МВД, обнародованы и другие цифры: в 2018 году при семейно-бытовых конфликтах были убиты 253 женщины, а в целом за последнее десятилетие этот показатель составил около 300 человек ежегодно.

#### Неофициальные оценки за 2018 год
Помимо приведённых выше данных, имеются и неофициальные оценки числа женщин, погибших в результате домашнего насилия в 2018 году. Их представили Консорциум женских неправительственных объединений и младший научный сотрудник Института проблем правоприменения при Европейском университете в Санкт-Петербурге Владимир Кудрявцев.
В феврале 2021 года участники проекта Консорциума женских неправительственных объединений сделали вывод, что в 2018 году 61 % женщин, погибших вследствие убийства, убийства в состоянии аффекта и умышленного причинения тяжкого вреда здоровью, повлекшего по неосторожности смерть потерпевшего, стали жертвой домашнего насилия.
Участники проекта проанализировали приговоры российских судов за 2018 год, в основу которых легли соответствующие части и статьи Уголовного кодекса Российской Федерации (части 1 и 2 статьи 105, статья 107, часть 4 статьи 111). Рассмотрев более 500 приговоров, в которых жертвой стали женщины, участники проекта выделили те из них, в которых гибель наступила от рук родственников или партнёров. Затем в дело вступил компьютер, который, взяв за основу 500 уже рассмотренных приговоров проанализировал более 2 000 приговоров. На основе проведённого анализа был сделан вывод, что 61 % от общего числа женщин, упомянутых в приговорах за 2018 год, погибли от рук родственников или партнеров.
Этот процент, как сообщает Консорциум женских неправительственных объединений, практически совпадает со средним мировым уровнем домашнего насилия, приведённым ООН (58 %). Исходя из этой предполагаемой доли жертв домашнего насилия, Консорциум сделал вывод, что не менее 5 000 женщин в 2018 году погибли в результате домашнего насилия. Консорциум получил эту оценку, базируясь на том, что в 2018 году, согласно данным Росстата, погибло 8 300 женщин.
Младший научный сотрудник Института проблем правоприменения при Европейском университете в Санкт-Петербурге Владимир Кудрявцев подверг критике оценку, полученную Консорциумом. Он указал на то, что используемый при вычислении базовый показатель, 8,3 тысячи женщин, включает в себя не только жертв убийств, но и «погибших в ДТП, признанных преступлениями», а также жертв преступной халатности и других инцидентов, «не связанных с межличностным насилием, но являющихся уголовным преступлением».
Помимо того, Кудрявцев ставит под сомнение не только оценку общего числа жертв, но и процентный показатель — «61 % ото всех случаев». Не останавливаясь «на проблемах автоматической обработки текстов судебных решений», он указывает на то, что эта цифра не согласуется с «альтернативными методами оценки».
Исследователь предлагает опираться не на судебные приговоры, а на полученные на более раннем этапе статистические карточки, заполняемые при возбуждении уголовного дела. Институт проблем правоприменения при Европейском университете в Санкт-Петербурге располагает этими данными за 2013—2014 годы. Они показывают, что 73 % насильственных преступлений против женщин произошли в эти годы вне домохозяйств — «агрессор не был мужем, сожителем или родственником жертвы». В то же время 27 % женщин, ставших жертвами насильственных преступлений, подверглись ему в семье.
Абсолютную оценку исследователь предлагает получить, опираясь на данные Управления ООН по наркотикам и преступности, согласно которым в 2018 году в России «в результате преступного насилия» погибло 3 173 россиянок (в то время как общее число жертв составило 11 964). Исходя из того, что примерно четверть женщин подвергается преступному насилию в семье, Кудрявцев делает вывод, что в 2018 году вследствие домашнего насилия погибло свыше 700 женщин.
Владимир Кудрявцев предостерегает от того, чтобы воспринимать эту оценку как повод для успокоенности: несмотря на существенные улучшения за последние 20 лет, «Россия — это страна с огромным по европейским меркам уровнем криминального насилия, в том числе летального». Он также указывает на то, что полученные цифры по-прежнему крайне неточны, и подчеркивает, что для подлинного решения проблемы семейно-бытового насилия нужны сложные и достаточно дорогостоящие исследования.

### Данные Росстата
По данным Росстата, численность лиц, потерпевших по преступлениям, сопряжённым с насильственными действиями в отношении члена семьи, в 2017 году составила, в разбивке по полу, 25,7 тысяч женщин и 10,4 тысяч мужчин.

### Данные, публикуемые со ссылкой на Росстат
В июле 2019 года Радио Свобода со ссылкой на Росстат сообщило, что в 2016 году число пострадавших от домашнего насилия женщин составило 16 миллионов, причём в 40 % случаев преступления совершались в семье. Сходную информацию публиковали и российские СМИ. В частности, «Известия» в 2018 году процитировали правозащитницу Алёну Попову, которая сообщила: «По опросам Росстата, от домашнего насилия за 2016 год пострадали 16 млн женщин».
Попова неоднократно, ссылаясь на Росстат, приводила такие данные, однако на общественных слушаниях в Общественной палате Российской Федерации всплыла иная версия происхождения этой цифры: она взята из опроса, проведённого в 2011 по заказу Фонда народонаселения ООН. При этом в опросе рассматривалось не только физическое и сексуальное насилие: наряду с ними присутствовали и психологическое, и даже вербальное.

### Прочие данные
В пресс-релизе 2003 года Amnesty International утверждала, что каждый день 36 000 женщин в Российской Федерации подвергались избиениям со стороны своих мужей или партнеров. В статье, опубликованной в Journal of Interpersonal Violence за 2008 год о домашнем насилии среди российских студентов, было установлено, что «Высокие показатели распространенности были выявлены для всех видов насилия, агрессии и [сексуального] принуждения. В соответствии с предыдущими исследованиями, учащиеся мужского и женского пола с равной вероятностью становятся жертвами и исполнителями всех насильственных и агрессивных действий».
По данным Human Rights Watch, от бытового насилия страдает каждая четвёртая российская семья. В 2017 году ежедневному насилию в домашних условиях подвергалось 36 000 женщин и 26 000 детей.
Согласно данным Левада-центра, опубликованным в 2019 году, 24% россиян сталкивались с домашним насилием в ближайшем окружении, в том числе в собственной семье.
Согласно исследованию, которое провёл в 2019 году Санкт-Петербургский государственный университет по заказу Государственной думы, жертвами семейного рукоприкладства чаще всего становятся женщины — на них приходится до 75% случаев, а в случае супружеского насилия их доля достигает 91%.
Согласно данным Консорциума женских неправительственных объединений, более 70% всех убийств женщин в России в 2020–2021 годах было совершено их партнерами и родственниками .
Согласно результатам исследования Консорциума женских неправительственных объединений, «79% российских женщин, которых судили за насилие в отношении мужчин, заявляли о том, что они защищались».

### Проблема отсутствия данных
Как отмечает А. Н. Ильяшенко в своём исследовании насильственных преступлений против члена семьи, за его пределами остаётся «скрытая часть — факты, о которых в правоохранительные органы не заявлялось, или которые по тем или иным причинам не были зарегистрированы в силу специфики отношений между преступником и потерпевшим». Развивая этот тезис, он указывает на следующие обстоятельства.
С одной стороны, 94,9 % потерпевших от насильственных преступлений в семье сообщило, что преступление предваряли семейные конфликты; 88,8 % — что эти конфликты сопровождались насильственными действиями. С другой стороны, 76,7 % опрошенных потерпевших указало, что о конфликтах и фактах насилия в их семьях они никуда не сообщали (см. таблицу).
Согласно центру «Анна», на 2010 год статистика по домашнему насилию в России была фрагментарна, труднодоступна, а зачастую попросту отсутствовала.
По некоторым данным, ситуация усугубляется отсутствием открытых статистических данных о насильственных преступлениях, которые учитывали характер взаимоотношений между правонарушителем и жертвой, а также разбивкой по признаку пола и отношением сотрудников правоохранительных органов, которые не относились к такому насилию как к серьёзному преступлению, а точнее, считали его «личным делом» супругов и избегали «вмешательства в семейные скандалы».

## Освещение в СМИ и социальных сетях
Проблематика домашнего насилия широко освещается в российских социальных сетях и средствах массовой информации.

### Социальные сети

#### Акция #ЯНеХотелаУмирать
«Флешмоб» с хэштегом #ЯНеХотелаУмирать был запущен в интернете летом 2019 года как составная часть кампании продвижения законопроекта о домашнем насилии. Из описания акции понятно, что это не был флешмоб в обычном смысле слова: участницы не собирались в одной точке физического мира, а выложили в Instagram фотографии с макияжем, которым на их телах были изображены последствия побоев и выведен хештег #ЯНеХотелаУмирать. Эта акция, по словам активистки Алёны Поповой, «набрала удивительные обороты», собрала более 30 упоминаний в СМИ, включая зарубежные, и вовлекла общество в дискуссию о необходимости принятия закона.

### СМИ
Тема домашнего насилия широко освещается в средствах массовой информации. В частности, исследователи Воинова и Сивякова рассмотрели публикации в двух массовых печатных изданиях, «Комсомольской правде» и «Московском комсомольце» (были взяты их электронные версии), и двух интернет-изданиях, «Афише Daily» и Wonderzine. Предметом анализа стали все тексты «с упоминанием больше абзаца» одного из трёх известных случаев домашнего насилия — истории Дианы Шурыгиной, истории сестёр Хачатурян, истории Маргариты Грачёвой — за период от начала публичного обсуждения каждой истории до января 2019 года. Исследователи зафиксировали в этих четырёх изданиях 321 материал, соответствующий указанным критериям.

### Критические оценки
В то же время, утверждают некоторые наблюдатели, освещению проблемы свойственны существенные изъяны.
В частности, исследователи Воинова и Сивякова, анализируя публикации российских СМИ, отмечают поверхностно-эмоциональное освещение темы насилия. По их мнению, средства массовой информации «преимущественно концентрируются на описании конкретной ситуации»; массовые издания стремятся предъявить читателям шокирующие факты; характерен «сенсационный» подход к освещению проблемы, который мешает её общественному обсуждению; журналисты «редко анализируют проблемный контекст описываемых событий» и почти не предлагают конструктивных путей решения обсуждаемых проблем.
Своё ви́дение проблемы свойственно противникам законопроекта о домашнем насилии. Они утверждают, что кампания освещения домашнего насилия в российских СМИ является однобокой, эмоциональной и напоминает истерию, причём основное внимание СМИ уделяют позиции феминисток и их союзников (включая ЛГБТ), которые стремятся добиться принятия этого законопроекта.
Далее, они подчёркивают, что введение закона о домашнем насилии в Германии также сопровождалось эмоциональной и однобокой информационной кампанией, в ходе которой, согласно исследованию профессора уголовного права Элизы Ховер, более 72 % журналистских публикаций и интервью экспертов содержали исключительно аргументацию сторонников изменения закона, лишь 17 % материалов приводили доводы обеих сторон, лишь 11 % — позицию оппонентов нового закона.
Наконец, противники законопроекта о домашнем насилии критически отзываются о тех статистических данных, которые распространялись их оппонентами, и говорят о «массированной кампании распространения лжи о 14 тысячах ежегодно убиваемых в российских семьях женщин» (см. выше).

## Общественная дискуссия

### Значимость явления
Согласно данным ВЦИОМ, домашнее насилие считают важной темой 78 % жителей России (среди женщин — 87 %), причём риск стать жертвой насилия именно в семье видят 38 % респондентов, а среди женщин — 49 %. Противники закона о домашнем насилии утверждают, что эти цифры отражают воздействие на умы людей мощной информационной кампании и ложных статистических данных о числе женщин, погибших в семье.
В то же время, согласно исследованию насильственной преступности, которое провёл Институт проблем правоприменения Европейского университета в Санкт-Петербурге, статистика  не подтверждает представление «о том, что доминирующую долю жертв тяжких насильственных преступлений составляют женщины и дети»: на обе эти группы в сумме приходится 22,9 % «всех случаев серьёзного криминального насилия». Статистически типична иная картина: жертва тяжкого насилия в России (включая смертельные случаи) — трудоспособный мужчина в возрасте 25—49 лет (51,3 % всех жертв, 18,4 % в общей численности населения).
Это обстоятельство, однако, не снимает с повестки дня проблему борьбы с домашним насилием.

### Концепция насилия
Дискуссия показала, что в обществе нет единого понимания того, что́ такое насилие.
В своём интервью интернет-газете «Реальное время» общественница Алёна Попова указала на то, что законопроект о домашнем насилии (в его авторской редакции) «даёт определение домашнего насилия и всех его видов: психологическое, экономическое, сексуальное, физическое», подчеркнув при этом, что все эти разновидности «есть в градации ВОЗ».
Подобная трактовка подверглась критике при обсуждении в Общественной палате на круглом столе «Проблемы насилия в семье в свете общественной безопасности». Жанна Тачмамедова, детский клинический психолог, эксперт Роскомнадзора, комментируя эти слова, дала своё ви́дение происходящего: «Одного лишь физического насилия в семье не хватает, поэтому лоббисты закона об СБН меняют саму концепцию насилия».
К этому она добавила, что в основу многих законов о домашнем насилии легли изыскания социолога Эвана Старка. Последний в ходе своих исследований пришёл к выводу, что лёгкие ранения сопутствуют домашнему насилию лишь в 5 % случаев, серьёзные травмы — лишь в 1—2 % случаев, а доля убийств ничтожна. Тачмамедова процитировала Старка: 

…если вы для вмешательства ждёте убийства или серьёзных травм или даже лёгких травм, вы пропустите 90—99 % случаев домашнего насилия.
Критикуются и попытки закрепить новые представления о насилии в законодательстве.
В частности, адвокат Александр Добровинский считает, что психологическое насилие существует, но не может быть уголовно наказуемым, поскольку «такое преступление просто невозможно доказать». Кроме того, он отмечает, что разные люди весьма неодинаково воспринимают психологическое давление, и утверждает, что подобные сложности не позволили ни одной стране решить вопрос криминализации психологического насилия.
Критики законопроекта о домашнем насилии также считают, что доказать психологическое насилие «объективно практически невозможно». При этом они ссылаются на опыт Германии, где в качестве доказательства «зачастую применяется субъективное ощущение „жертвы“».
Помимо того, высказываются опасения, что запрет на экономическое насилие может фактически стать запретом на «обычный детский домашний труд».
Подробный критический разбор концепции домашнего насилия представила Патриаршая комиссия по вопросам семьи, защиты материнства и детства, которая негативно оценила использование в правовых актах терминов «насилие в семье», «семейное насилие», «семейно-бытовое насилие», «домашнее насилие» и тому подобных. Среди причин были названы «специфическое мировоззренческое и идейное наполнение» само́й концепции «семейного насилия» и «неразрывная связь этой концепции с идеями радикального феминизма». В рамках этих идей, утверждает Комиссия, мужчины рассматриваются как носители агрессии в отношении женщин, взрослые — как источник опасности для детей, а брак и семья предстают «в качестве институтов „подавления“ и „насилия“». Согласно заключению Комиссии, критикуемая концепция «оказывается направленной отнюдь не против реального насилия или преступности, а против семьи как таковой», а новые подходы к понятию насилия далеко выходят «за здравые правовые рамки» и включают в себя «не только справедливо преследуемые по закону физические посягательства, но и такие действия, для юридического преследования которых не может существовать никаких здравых оснований».

### Меры противодействия
Вопрос о мерах противодействия разделил российское общество.
Сторонники законопроекта «О профилактике семейно-бытового насилия в Российской Федерации» рассматривают его в качестве той меры, которая способна переломить положение дел к лучшему. В частности, Писклакова-Паркер, директор центра «АННА», объясняет необходимость закона, в частности, тем, что в настоящее время на домашнее насилие «правоохранительные органы могут не реагировать, потому что женщины не пишут заявления».
Возможность развивать сеть кризисных центров для женщин она также увязывает с его принятием.
Противники законопроекта предлагают надлежащим образом соблюдать уже существующее законодательство.
Помимо того, Андрей Кормухин, лидер движения «Сорок сороков», известный жёстким неприятием законопроекта, считает нужным заняться профилактикой первопричин явления, алкоголизма и наркомании, а также предлагает ввести в штат полиции семейных психологов и увеличить число кризисных центров:

Нужно увеличивать количество кризисных центров, чтобы жертва семейного насилия могла прийти и найти убежище в этих кризисных центрах. Мы поддерживаем это, давайте увеличивать. <…> Но нужно внимательно смотреть, чтобы там не осталось чего-то недопустимого, прописанного закамуфлировано мелким текстом.

### Законодательное регулирование
До лета 2016 года побои (нанесение ударов или иное причинение физической боли, не повлёкшее вреда здоровью) наказывались по статье 116 Уголовного кодекса. В 2016 году по инициативе Верховного суда РФ была предпринята частичная декриминализация статьи 116 УК РФ. В начальной редакции новый закон сохранил и даже усилил уголовную ответственность за побои в отношении членов семей и «близких лиц», в то время как побои прочих лиц, совершённые впервые, стали административным правонарушением. Уголовную ответственность влекли повторно совершенные побои в течение года после привлечения к ответственности за аналогичное правонарушение, либо побои, совершённые по хулиганским и экстремистским мотивам. Такое положение вызвало протесты общественных организаций и Русской православной церкви, после чего в феврале 2017 года из 116 статьи Уголовного кодекса была исключена фраза «в отношении близких лиц». В результате, впервые совершённые побои любых лиц, стали наказываться одинаково — по статье 6.1.1 КоАП.
В результате, по информации организаций защиты женщин, насилие в семье возросло, а количество сообщений резко сократилось, и полиция начала отказываться расследовать случаи бытового насилия. Элла Панеях, доцент департамента социологии ВШЭ в Санкт-Петербурге считает, что принятие закона о декриминализации побоев — вынужденная мера, потому что в России полиция не способна бороться с проблемой домашнего насилия.
Однако по информации Общественной палаты РФ, обращений стало больше уже в 2017 году. Такой всплеск, по их мнению, свидетельствует об улучшении борьбы с насилием. Это подтверждают и данные МВД, по информации пресс-службы ведомства, значительная часть правонарушений после смягчения законодательства «была выведена из зоны латентности». Свои выводы о профилактических мерах подтверждают тем, что число тяжёлых насильственных преступлений в тот же период снизилось.
Оба закона вызвали в российском обществе неоднозначную реакцию. Одни высказывали мнение о трагических последствиях декриминализации побоев, так как домашнее насилие становится нормой. Другие (в том числе ОП РФ и МВД, а также общественные организации) утверждают, что эта мера позволила выявить больше преступлений без уголовного преследования и тем самым позволила предотвратить более тяжелые преступления. Третьи заявляют, что телесные наказания — священное право родителей. Марина Писклакова-Паркер, директор организации «Анна Центр», которая помогает жертвам бытового насилия, сказала, что декриминализация оказалась «очень опасной для безопасности тысяч российских женщин». В декабре 2018 года Уполномоченный по правам человека Татьяна Москалькова назвала декриминализацию «ошибкой» и заявила, что для борьбы с насилием в семье необходимо новое законодательство. Через год после декриминализации домашних побоев специалисты начали отмечать, что эта статья закона не эффективна: минимальные штрафы не останавливают насилие.

### Кризисные центры

#### Для женщин
Кризисный центр помощи женщинам — социальное учреждение для оказания помощи и социальной реабилитации. Предназначено для женщин, попавших в тяжёлые жизненные обстоятельства. Таковыми являются, среди прочего, физическое насилие, жёсткий психологический нажим, потеря жилья или работы.
По информации Марины Писклаковой-Паркер, руководителя центра «АННА», в России в 2018 году насчитывалось примерно 150 кризисных центров, в которые могли обращаться женщины, ставшие жертвой домашнего насилия. Среди них имеются государственные, светские негосударственные и церковные центры.
По данным журнала «Фома», в России в июне 2019 года насчитывалось 60 церковных приютов (убежищ) для беременных женщин и матерей с детьми, находящихся в трудной жизненной ситуации, а по информации Синодального отдела по церковной благотворительности и социальному служению, с учётом открытого в феврале 2020 года в Архангельске центра «Мамина пристань», число действующих церковных приютов для женщин достигло 74.
Крупнейший из российских кризисных центров (по состоянию на момент открытия) начал работу в 2014 году на московской улице Дубки. В начале 2018 года в Москве действовало три государственных кризисных центра для женщин. Однако полная заполняемость этих учреждений наблюдалась нечасто: важно наличие документов, московской регистрации и отсутствие судимости.
В Москве альтернативой для беременных женщин и матерей в сложных обстоятельствах служит церковный проект «Дом для мамы»: его помощь получили, в числе прочих, гражданки Украины, Молдавии, Таджикистана, Венесуэлы и Конго. Тем не менее, на проживание в приют не зачисляют автоматически. По словам руководителя учреждения, претендентка должна иметь желание «бороться, работать, двигаться дальше». Помимо того, обязательна надомная работа.

#### Для мужчин
Кризисные центры создаются и для мужчин, хотя их меньше, чем центров для женщин. В частности, кризисный центр «Двоеточие» для мужчин, пострадавших от физического или сексуального насилия, в 2018 году начал работу в Санкт-Петербурге. Кроме того, кризисный центр для мужчин, оказавшихся в трудной жизненной ситуации (в том числе из-за конфликтов и жестокого обращения в семье) работает в Барнауле. В феврале 2020 года отделение психологической помощи мужчинам было создано при Челябинском городском кризисном центре.
Некоторые кризисные центры помощи женщинам создают мужские группы; московский «Кризисный центр помощи женщинам и детям» оказывает психологическую помощь всем жителям Москвы — в 2017 году её получили 128 мужчин.
Кризисный центр «Двоеточие», созданный в Петербурге в декабре 2017 года, предназначен для мужчин, испытавших насилие в физической, психологической и других формах. Его сооснователь Диана Семёнова утверждает, что в патриархальном обществе, где считается, что мужчина должен быть сильным и не может страдать от насилия, требуется создание специализированных центров именно для мужчин, куда могут, не опасаясь насмешек, обратиться за помощью мужчины, столкнувшиеся с насилием в закрытых мужских коллективах (таких как, например, армия) или в партнёрских отношениях. К концу апреля 2017 года в него обратились десять человек, но далеко не все дошли до личной встречи.
О готовности помогать пострадавшим от насилия мужчинам заявляет Анна Ривина, основатель московского центра «Насилию.нет». Однако, добавляет она, «к нам просто не обращаются мужчины, пострадавшие от насилия»: за всё время существования центра было лишь два таких обращения.
В отличие от женских кризисных центров, мужские, помимо оказания социальной помощи пострадавшим от семейного насилия мужчинам, также занимаются реабилитацией мужчин, применявших насилие в семейных конфликтах. О намерении проводить программы для мужчин-агрессоров (возможно, на платной основе) осенью 2019 года говорила Анна Ривина. Выдвигаются предложения сделать прохождение перевоспитания в подобных центрах обязательным для мужчин, привлекаемых к ответственности за домашнее насилие.
Законодательную основу для подобного обязательного «перевоспитания» способен обеспечить законопроект «О профилактике семейно-бытового насилия в Российской Федерации»: статья 26 указанного законопроекта обязывает нарушителей «участвовать в профилактических мероприятиях», включая психологические программы.
При этом право проводить психологические программы получат некоммерческие организации (НКО), которые смогут зарабатывать на психологических программах и будут заинтересованы «в выявлении как можно большего числа лиц, совершивших семейно-бытовое насилие». Помимо того, законопроект позволяет привлекать к проведению  психологических программ индивидуальных предпринимателей. По мнению критиков, этим создаются стимулы «к формированию бизнеса на вмешательстве в дела семьи», поскольку «цель предпринимателя – максимизация прибыли, в том числе через увеличение клиентской базы».

## Международная оценка
В апреле 2019 года Комитет ООН по ликвидации дискриминации в отношении женщин (CEDAW) рекомендовал России пересмотреть свое законодательство, чтобы, в частности, все акты гендерного насилия, в том числе акты насилия в семье, квалифицировались в качестве уголовных преступлений.
Ситуация с домашним насилием в России была проанализирована Европейским судом по правам человека в решениях по делам Барсова против Российской Федерации (2019), Володина против Российской Федерации (2019) и Польшина против Российской Федерации (2020). ЕСПЧ указал, что существующие положения уголовного законодательства не способны надлежащим образом охватить различные аспекты домашнего насилия. Они оставляют за пределами защиты уголовного права многие формы домашнего насилия такие, как психологическое или экономическое насилие или контролирующее и агрессивное поведение. Они также требуют, чтобы реальные телесные повреждения были определённой степени тяжести для того, чтобы речь могла идти о деле публичного обвинения, оставляя преследование за менее тяжкие преступления на усмотрение потерпевшего. Однако возможности инициировать производство в порядке частного обвинения недостаточно в контексте домашнего насилия, поскольку такое производство требует времени и средств и налагает чрезмерное бремя на потерпевшую сторону. Российская Федерация остается в числе немногих государств-членов Совета Европы, законодательство которых не предоставляет жертвам домашнего насилия каких-либо мер защиты, сравнимых со «сдерживающими приказами», «защитными приказами» или «приказами безопасности», которые предусмотрены в законодательстве других государств — членов Совета Европы. Целью данных приказов являются предупреждение повторения домашнего насилия и ограждение жертв такого насилия обычно путем предписания виновному лицу покинуть место совместного проживания и не приближаться или не контактировать с потерпевшей.
Комитет министров Совета Европы проанализировал меры, принятые российскими властями по итогам этих решений и предложил российским властям «предоставить информацию не позднее 31 марта 2021 года о мерах, принятых для устранения риска продолжения насилия или угроз насилия в отношении заявительниц». Ответ российских властей по вопросу о внесении соответствующих изменений в законодательство должен быть направлен не позднее 1 августа 2021 года.
14 декабря 2021 года Европейский суд по правам человека в пилотном постановлении по делу «Туникова и другие против России» обязал Россию выплатить компенсации пострадавшим — Наталье Туниковой, Маргарите Грачёвой, Ирине Петраковой и Елене Гершман. Помимо того, суд призвал Россию «срочно внести» конкретные изменения в национальное законодательство о домашнем насилии и перечислил конкретные меры, которые государству необходимо выполнить для соответствия европейским стандартам: принять определение «домашнего насилия» и всех его форм; ввести уголовную ответственность за все без исключения случаи домашнего насилия в семье; ввести охранные ордера; разработать методики для полиции и внедрить механизм межведомственного взаимодействия государственных органов.
Европейский центр защиты прав человека (EHRAC) подготовил «Руководство по ведению в судах дел о необходимой обороне в контексте домашнего насилия против женщин». Юристы могут использовать его при защите женщин, если их действия были спровоцированы ситуацией насилия[значимость факта?].

## Комментарии
1. 1 2 3 4 5  Результаты исследования, которое проводилось в областях Центрально-Чернозёмного региона — Белгородской, Воронежской, Курской, Липецкой и Тамбовской областях:

Эмпирическую базу составили данные уголовной статистики за 1990—2001 гг.; материалы 150 уголовных дел, рассмотренных судами Воронежской области за период с 1995 по 2001 гг.; результаты проведенного в той же области в 2000—2001 гг. анкетирования 200 лиц, совершивших насильственные преступные деяния по отношению к членам своей семьи, 200 лиц, пострадавших от аналогичных деяний собственных домочадцев, и 150 лиц из контрольной группы; статистические данные о социально-экономических, демографических процессах; опубликованные материалы судебной и следственной практики.
2. ↑  Расчётная величина: 601 = 1049 - 448.
3. ↑  Расчётная величина: 570 = 1017 - 447.